# Le Loup des mers
Pour les articles homonymes, voir Le Loup des mers (homonymie) et The Sea Wolf.
Le Loup des mers (titre original : The Sea-Wolf) est un roman de l'écrivain américain Jack London publié aux États-Unis en 1904. 
En France, le roman paraît pour la première fois en 1921-1922 sous la forme d'un feuilleton publié dans L'Intransigeant, puis en volume chez Georges Crès & Cie en 1926.

## Historique
En 1893, Jack London embarque pour une campagne de chasse au phoque dans le Pacifique Nord à bord de la goélette Sophia Sutherland. À partir de cette expérience, London  écrira son premier récit: « Histoire d'un typhon au large des côtes du Japon », pour un journal de San Francisco. Ce voyage servira aussi de trame à son roman Le Loup des mers. Pour le personnage principal, Loup Larsen, il s'inspirera de la vie aventureuse d'Alexander McLean, « connu pour avoir eu un passé de brute et, pour ce qui était de la violence physique, personne n'allait plus loin que lui dans le monde des chasseurs de phoques ».

## Résumé
La Raison du plus fort : voilà la devise de Loup Larsen, capitaine de la goélette Le Fantôme. Violent, brutal, meurtrier, ne vivant que pour vaincre et dompter les autres, Loup, à la force de titan, terrorise son équipage fruste de matelots et de chasseurs de phoques. Secouru à la suite d'un naufrage, Humphrey Van Weyden, homme de lettres distingué, est contraint d'intégrer l'équipage de la goélette pour « apprendre à marcher avec ses  deux jambes ». 
Délicat, croyant à l'immortalité de l'âme, Humphrey est confronté au matérialisme cynique de Larsen. Il découvre peu à peu un monde sans règles apparentes. Commençant au poste de mousse, il assiste le cuisinier du Fantôme dans la préparation des repas, il devient par la suite le second de Larsen. Le périple est notamment rythmé par les échanges philosophiques entre les deux hommes.
Deux membres de l'équipage, George Leach et Jonhson, montent une partie de l'équipage contre Larsen et tentent de l'assassiner. Après l'échec de leur tentative, ils fuient le navire sur un canot en direction du Japon. Ils seront rattrapés par Loup Larsen qui les laissera mourir noyés. Le même jour, une jeune femme Maud Brewster, poétesse célèbre et ses 4 compagnons, tous rescapés d'un naufrage, sont récupérés par Le Fantôme et enrôlés à leur tour dans l'équipage. Humphrey s'éprend de la jeune femme, mais le sinistre Loup la convoite. 
Profitant des migraines terribles qui clouent momentanément Loup Larsen dans sa cabine, le couple s'enfuit une nuit en direction du Japon, ils dérivent pendant de nombreux jours et finissent par débarquer sur une île remplie de phoques, inhospitalière et peu fréquentée des voies navigables. Ils organisent tant bien que mal leur survie sur l'île se résignant à y passer l'hiver. Un matin, Humphrey Van Weyden découvre Le Fantôme échoué sur les rivages de l'île. Seul Loup Larsen est à bord, l'ensemble de l'équipage a fui (sur un autre bateau). Celui-ci a perdu la vue, mais trouve encore l'énergie de saboter la réparation de la goélette entreprise par le couple et essaye de tuer Humphrey. Il échoue et finit par mourir. Après quoi, Humphrey et Maud sont secourus par un vapeur qui les a aperçus depuis le large.

## Thèmes abordés
Le roman est rythmé par l'affrontement entre deux visions de la vie radicalement opposées, celle du cynique Loup Larsen dont les idées semblent directement inspirées de la sélection naturelle formalisée par Darwin ou encore par la théorie du surhomme de Nietzsche et celle de Humphrey qui croit à la morale et au caractère sacré de toute vie humaine.

## Éditions

### Éditions en anglais
- The Sea-Wolf, dans le Century Magazine, onze épisodes de janvier à novembre 1904.
- The Sea-Wolf, un volume chez Macmillan Publishers, New York, octobre 1904.

### Traductions en français
- Le Loup des mers, traduit par Midship [Jean d’Agraives] (38 chapitres), Paris, Ferenczi 1922
- Le Loup des mers, traduit par Paul Gruyer et Louis Postif (33 chapitres et 87 000 mots contre 39 chapitres et 107 000 mots dans l'original), Paris, G. Crès & Cie, 1927
- Le Loup des mers, traduit par Georges Berton (35 chapitres), Gallimard, 1977
- Le Loup des mers, traduit par Philippe Jaworski, Gallimard, 2016[3].

## Adaptations

### Au cinéma
- 1930 : Le Loup des mers (The Sea Wolf) d'Alfred Santell
- 1941 : Le Vaisseau fantôme (The Sea Wolf) de Michael Curtiz, avec Edward G. Robinson (Loup Larsen), Ida Lupino et John Garfield.
- 1958 : Wolf Larsen de Harmon Jones, avec Barry Sullivan et Peter Graves.
- 1975 : Il lupo dei mari de Giuseppe Vari, avec Chuck Connors et Barbara Bach.

### À la télévision
- 1972 : Le Loup des mers (de) (Der Seewolf), série télévisée (6 épisodes) allemande avec Raimund Harmstorf dans le rôle de Loup Larsen.
- 1993 : Le Loup des mers (The Sea Wolf), téléfilm américain de Michael Anderson avec Charles Bronson dans le rôle de Loup Larsen et Christopher Reeve.
- 2008 : Seawolf – Le loup des mers, téléfilm allemand de Christoph Schrewe avec Thomas Kretschmann.
- 2009 : Sea Wolf, téléfilm germano-canadien de Mike Barker avec Sebastian Koch.

### En bande dessinée
- 2012 : Le Loup des mers, librement adapté par Riff Reb's, aux éditions Soleil Productions. (Album lauréat de la première édition du Prix de la BD Fnac 2013[4].)